# Latif Gandilov
 (septembre 2024).
Latif Gandilov (en azéri : Lətif Seyfəddin oğlu Qəndilov ; né le 31 août 1957 à Bakou) est un diplomate azerbaïdjanais, Ambassadeur extraordinaire et plénipotentiaire de la république d'Azerbaïdjan au Kirghizistan.

## Biographie
Latif Gandilov est né dans la ville de Bakou, dans la famille du scientifique émérite d'Azerbaïdjan, docteur en sciences historiques, Seyfeddin Gandilov.
En 1974-1978, Latif Seyfeddin oghlu Gandilov  étudie à la faculté « d'économie et de planification de l'économie nationale » de l'Institut azerbaïdjanais d'économie nationale du nom de D.Bunyadzade. Il reçoit un diplôme avec distinction et commence son travail dans la chaire « d'économie et de planification nationale ».

## Activité scientifique et pédagogique
En 1981-1983, il poursuit ses études supérieures à l'Institut azerbaïdjanais de l'économie nationale et, en 1983-1986, il est  chercheur au laboratoire de recherche sur les problèmes complexes de la ville de Bakou.
En 1984, L.Gandilov soutient sa thèse sur le thème « Améliorer la planification de la structure et de la croissance du fonds de consommation (en utilisant l'exemple de la république d'Azerbaïdjan) » et obtient le diplôme universitaire de candidat en sciences économiques.
De 1986 à 1995, L.Gandilov est professeur agrégé au Département de théorie économique de l'université technique d'Azerbaïdjan.

## Activité politique
En 1995, il est nommé deuxième secrétaire du département de la coopération économique internationale du ministère des Affaires étrangères de la république d'Azerbaïdjan et, plus tard, premier secrétaire du ministère.
En 2001, il est le premier secrétaire puis le conseiller à l'ambassade de la république d'Azerbaïdjan en Turquie. De plus, il est doyen du corps diplomatique d'octobre 2008 jusqu'à la fin de son mandat.
En 2010-2011, L. Gandilov dirige le Secrétariat général du ministère des Affaires étrangères de la république d'Azerbaïdjan.
De 2011 à 2016, il est nommé Ambassadeur extraordinaire et plénipotentiaire d'Azerbaïdjan auprès de la république populaire de Chine, de la république populaire démocratique de Corée et de Mongolie, et en même temps, de 2011 à 2013, au Vietnam.
Le 21 décembre 2016, L.Gandilov est un Ambassadeur extraordinaire et plénipotentiaire d'Azerbaïdjan auprès de la république de Biélorussie. Il est rappelé de ce poste le 16 juillet 2021.
Environ 200 interviews et articles du diplomate sur les relations politiques et économiques bilatérales sont publiés dans la presse de Turquie, du Kazakhstan, de Chine et de Biélorussie.

## Récompenses
- En 2009, il obtient le doctorat honorifique conféré par l'université d'économie, de finance et de commerce international du Kazakhstan et il est reconnu comme meilleur diplomate de l'année au Kazakhstan pour ses services dans le secteur pétrolier et gazier.
- En 2010, par décret du président du Kazakhstan, il reçoit l'« ordre de l'Amitié », 2e degré.
- En 2016, il est élu professeur honoraire à l’université des études étrangères de Pékin.
- En 2019, L.Gandilov reçoit l'ordre national du Mérite (Azerbaïdjan), 3e degré, sur ordre du président de la république d'Azerbaïdjan.